# Puotila Station
Puotila Station (finsk: Puotilan metroasema, svensk: Botby gårds metrostation) er en station på
linje M1 på Helsinkis metro i området Puotila i Øst-Helsinki. Den ligger 1,042 km fra Itäkeskus og 1,955 km fra Rastila.
Stationen er tegnet af arkitektbureauet Kaupunkisuunnittelu Oy Jarmo Maunula
og åbnede 31. august 1998. Skiltet ved siden af billetsalen er udformet af Jarmo Maunula.